# Walter Abercrombie
Walter Augustus Abercrombie (Tullos, 26 settembre 1959) è un ex giocatore di football americano statunitense che ha militato nel ruolo di running back nella National Football League (NFL).

## Carriera
Al college Abercrombie giocò a football a Baylor, dove stabilì il record dell'istituto per yard corse in carriera. Fu scelto nel corso del primo giro (12º assoluto) del Draft NFL 1982 dai Pittsburgh Steelers. Ebbe un massimo personale di 877 yard corse nel 1986 e uno di 7 touchdown su corsa (più 2 su ricezione) nel 1985. Chiuse la carriera disputando una stagione con i Philadelphia Eagles nel 1988.